# رافاييل بولاك
رافاييل بولاك (بالألمانية: Rafael Pollack)‏ هو لاعب كرة قدم نمساوي، ولد في 28 أكتوبر 1988 في تولن ان دير دوناو في النمسا. لعب مع أدميرا فاكر مودلينغ وناك بريدا.

## وصلات خارجية
- رافاييل بولاك على موقع قاعدة بيانات كرة القدم.إي يو (الإنجليزية)